# ピクロスDS
『ピクロスDS』（ピクロスディーエス）は、任天堂から2007年1月25日に発売されたニンテンドーDS用パズルゲーム。ヨーロッパでは同年5月11日、アメリカでは同年7月30日にそれぞれ発売された。
ピクロスシリーズ初のニンテンドーDS対応。タッチペンで本来のペンシルパズル（お絵かきロジック）により近い操作ができ、また通信対戦、問題の作成・ダウンロード等DSならではの遊び方に特化した様々なモードがある。300問以上収録。
マリオ等が登場したこれまでのシリーズに比べてキャラクター色は抑えられ、万人向けのシンプルな画面になっている。その代わり、終盤のおまけ問題では『スーパーマリオブラザーズ』のBGMに乗せてマリオシリーズのキャラを描く問題が出題される。

## ステージ
ピクロス
通常ルールの問題。ノーマル、フリーは各レベル毎に異なるデザインになっている。
イージー
初心者向け問題。
ノーマル
中級者向け問題。間違った所を塗るとミスとなり、間違えた箇所のマスを塗りつぶしてくれる代わりにペナルティとして時間が加算される。60分を超えるとタイムオーバーとなり、ゲーム自体は継続するが完成した時のアニメーションは見られない。
フリー
上級者向け問題。間違った所を塗ってもミスにはならず、また間違えた箇所のマスの塗りつぶしもされない。制限時間やタイムオーバーはなく、正しいマスをすべて塗りつぶすまで続く。
タッチゲーム
パネルを消す、見本の絵を描き写す等のミニゲーム。ノーマル 、フリーの各レベルに3問ずつ設置。
今日のピクロス
「連続早解き」「×なし」「間違い探し」「記憶」「シークレット」といった特殊ルールの問題にチャレンジする。成績は1日1回のみ記録される。
マイピクロス
エディット
オリジナルの問題を作成できる。
クラシック
ニンテンドーWi-Fiコネクションを通じてダウンロードした過去シリーズの「クラシック問題」が遊べる。
ワイヤレス通信
ピクロスマルチ
最大5人まで対戦できる。「文字列ピクロス」「お絵かきピクロス」「マルチ対戦」 のモードがある。
問題交換
クラシック問題、エディット問題の送受信。
お試し版配信
ソフトのない本体へ配信。
Wi-Fi通信
対戦ピクロス
Wi-Fiコネクションを通じた1対1の早解き対戦。
コミュニティ
クラシック問題のダウンロード、エディット問題の送受信。